# Индуизм в ЮАР
Индуизм является третьей по числу последователей религией в ЮАР после христианства и ислама. Исторически, большинство южноафриканских индуистов проживали в провинции Квазулу-Натал, но в настоящее время значительное количество индуистов можно также встретить в Гаутенге. Согласно переписи населения 2001 года, в ЮАР насчитывалось 551 669 индуистов, что составляло 1,22 % населения страны.

## История распространения
После того, как в начале XIX века рабство было отменено на всей территории Британской империи, фермеры начали испытывать нужду в дешёвой рабочей силе. Чтобы решить эту проблему, британцы позволили нанимать рабочих из других частей империи по контракту. В результате, Южная Африка испытала наплыв большого количества наёмных рабочих из Британской Индии. Работодатели заключали с наёмными работниками контракты на четыре года, по прошествии которых они должны были вернуться назад в Индию. Однако, так как уровень жизни в Африке был заметно выше, а обратное путешествие многим было не по карману, большинство рабочих осели на своей новой родине.
Основными регионами расселения индийцев стали Натал и Трансвааль. В Натале главным занятием индийских закантрактованных рабочих являлась работа на плантациях сахарного тростника. Особенностью формирования индийской общины в Южной Африке и её религиозной жизни являлось то, что в число мигрантов входили представители нескольких каст и этнических общностей, являвшихся выходцами из различных регионов и областей Индии. К низшим кастам принадлежали, как правило, законтрактованные рабочие из Южной Индии — тамилы и телугу, до сих пор составляющие 2/3 граждан ЮАР индийского происхождения. Вслед за торговцами и законтрактованными слугами в Натале появились брахманы, что способствовало сохранению и поддержанию религиозных традиций индуизма в Южной Африке. Практика приглашения священнослужителей из Южной Индии сохраняется вплоть до настоящего времени.

## Особенности индуизма в ЮАР
Особенностью развития индусской общины было постепенное разрушение кастовых ограничений и перегородок, которые уже не могли поддерживаться в Южной Африке в той форме, как они присутствовали в Индии. Для индийской общины ЮАР главными являются религиозные и этнические признаки, а не кастовая принадлежность. Индуистские культы в ЮАР представлены, прежде всего, тремя основными направлениями в индуизме — шиваизм, вайшнавизм и шактизм. Трудности с получением земли под храмовое строительство и недостаток финансовых средств способствовали тому, что в индуистских храмах Южной Африки часто в равной степени одновременно представлены культы всех трёх божеств (Вишну, Шива и Шакти), что является серьёзным отклонением от норм, принятых в Индии.
Религиозная жизнь индийцев Южной Африки долгое время была сосредоточена главным образом внутри семьи. Главную роль играли ритуалы, связанные с рождением, достижением зрелости, свадьбой и похоронами. В настоящее время их религиозная жизнь приобретает более открытый характер. Индийские религиозные праздники выливаются в большие, красочные и шумные уличные шествия.
В ЮАР действует несколько религиозных и национально-культурных обществ, задачей которых является сохранение и поддержание этнической и религиозной идентичности индийцев: Федерация тамилов Южной Африки, Тамильское ведийское общество Натала и др. Среди индийцев Южной Африки также получили распространение реформистские направления в индуизме, которые представлены следующими организациями: Центр Рамакришны, Общество божественной жизни, Арья-самадж и т. д. Для координации действия и объединения усилий всех направлений и представителей индуистской общины ещё в 1912 г. была образована Хинду Маха Сабха Южной Африки. Эта организация и сейчас остается главным представителем индуистской общины в её отношениях с государством и другими религиозными и этническими общностями Южной Африки.
В Южной Африке большинство наёмных рабочих работали на плантациях сахарного тростника в провинции Натал. Именно поэтому в настоящее время абсолютное большинство южноафриканских индусов проживают в Квазулу-Натале. При этом индуистская община в этой провинции является одной из самых многочисленных за пределами Индии.